# Кулігіна Клавдія Іванівна
Клавдія Іванівна Кулігіна  — радянська діячка, лікарка, завідувач терапевтичного відділення Єгор'євської лікарні та Єгор'євського медичного училища Московської області. Депутат Верховної Ради СРСР 4-го скликання.

## Життєпис
Освіта вища медична.
З 1920-х років — лікарка, завідувач терапевтичного відділення Єгор'євської лікарні та Єгор'євського медичного училища Московської області.
Подальша доля невідома.

## Нагороди та відзнаки
- орден Леніна
- медаль «За доблесну працю у Великій Вітчизняній війні 1941—1945 рр.» (1945)
- медалі
- Заслужений лікар Російської РФСР